# Albert Christian Weinlig
Albert Christian Weinlig (auch Christian Albert Weinlig; * 9. April 1812 in Dresden; † 19. Januar 1873 in Dresden) war ein Mediziner, Naturwissenschaftler, Herausgeber, Hochschullehrer sowie sächsischer Ministerialbeamter und Innenminister. Sein Wirken hat im Königreich Sachsen und darüber hinaus vielfältige technische Neuerungen, Normierungen und wirtschaftliche Entwicklungen maßgeblich befördert. Ihm verdankte das Deutsche Reich zielführende Schritte, die zum einheitlichen metrischen Maß- und Gewichtssystem sowie zu einem fortschrittlichen Patentgesetz führten.

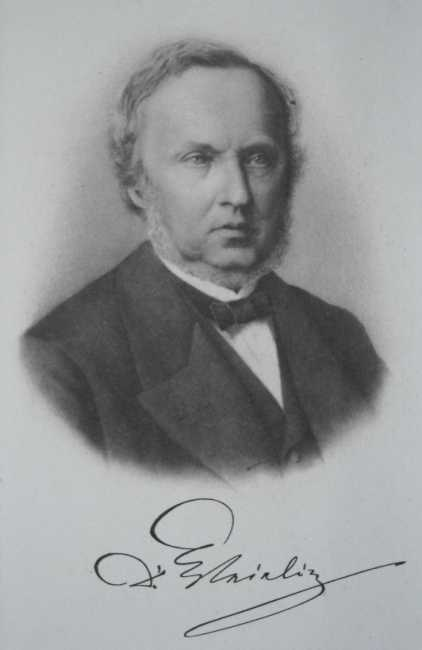
Albert Christian Weinlig

## Familienverhältnisse
Die Familie war seit dem 17. bis ins 19. Jahrhundert in Dresden ansässig. Sein Urgroßvater Christian Weinlig (1681–1762) war Bürgermeister von Dresden, sein Großonkel Christian Ehregott Weinlig war Kantor an der Kreuzkirche.
Geboren wurde Albert Christian Weinlig als zweites von insgesamt fünf Kindern in der Familie des späteren Kantors an der Leipziger Thomasschule, Christian Theodor Weinlig, und dessen Frau Charlotte Emilie, Schwester des Juristen Georg Carl Treitschke. Die günstigen Familienverhältnisse ermöglichten ihm seit seiner Jugend eine förderliche Entwicklung. Sein Vater war ursprünglich Advokat und konnte durch eine Erbschaft diesen Beruf aufgeben, um sich der Musik zu widmen. Dazu betrieb er zwischen 1806 und 1808 in Italien musikalische Studien. Seine Mutter war die Tochter des Hof- und Justitienrates Karl Friedrich Treitschke und dessen Frau Friederike Elenore Charlotte Treitschke geb.  Lindemann. Freundschaftliche Verbindungen der Mutter bestanden zur Schwester des Dichters Theodor Körner.
Durch ein Missgeschick eines Familienangehörigen verlor der Vater sein Vermögen und musste sich um eine Anstellung bemühen. Das führte dazu, dass er 1814 die Stelle des Kreuzkantors in Dresden übernahm. Im Jahr 1823 erfolgte die Berufung zum Thomaskantor in Leipzig, wo der Vater auch die intensive Bekanntschaft mit Richard Wagner machte.

## Leben
Die Kindheit und Jugend verbrachte Weinlig in Dresden und Leipzig. Bereits als Vierjähriger lernte er von seinem Vater das Lesen, das er ein Jahr später fließend beherrschte. Die berufliche Tätigkeit seines Vaters ermöglichte einen umfassenden häuslichen Musikunterricht. Früh fiel den Eltern die ungewöhnliche Fähigkeit im Kopfrechnen auf, und das mineralogische Interesse des Vaters weckte im kindlichen Albert Christian Weinlig das Interesse an naturwissenschaftlichen Dingen.
Durch den Umzug nach Leipzig wurde Weinlig Schüler in der Thomasschule. Seine besonderen Begabungen bereiteten ihm einige Schwierigkeiten. Er wurde dort als begabt und vielseitig interessiert, aber auch als „flatterhaft“ und mit „nicht zu lobenden Fleiß“ (1826) eingeschätzt. Besondere Begabungen zeigte er auch in den Fächern Latein, Griechisch und Geschichte. In seiner Schulzeit begann seine über das gesamte Leben anhaltende Freundschaft mit Julius Ambrosius Hülße.

### Studium und Berufseinstieg

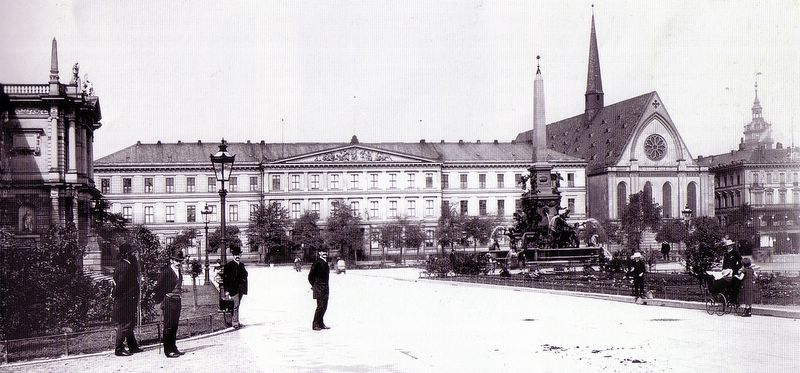
Universität Leipzig, Augusteum, erbaut 1831–1836 (Foto um 1890)

Im Frühjahr 1829 verließen Weinlig und sein Freund Hülße die Thomasschule und begannen ihr Studium an der Universität Leipzig. Weinlig entschied sich für die Fächer Medizin und Naturwissenschaften, ferner besuchte er Vorlesungen in Philosophie und Sprachen. Seine Dissertation mit dem Titel De contagiis in universum et de infectione recens natorum verteidigte er 1833 und schloss damit das medizinische Bakkalaureat ab. Mit 21 Jahren wurde er von Johann Christian Gottfried Jörg als Unterarzt in der Entbindungsanstalt Leipzigs mit praktischen Aufgaben betraut. Später wirkte Weinlig als Assistenzarzt im Jacobshospital und in seiner Privatpraxis.

### Herausgebertätigkeit und Industrieförderung
Weinligs ausgeprägtes naturwissenschaftliches Interesse blieb in seiner ärztlichen Berufsausübung unbefriedigt. Deshalb übernahm er 1835 mit Julius Ambrosius Hülße die Herausgabe des Polytechnischen Zentralblattes. Als alleiniger Herausgeber publizierte er seit 1830 das Pharmazeutische Zentralblatt, das später unter dem veränderten Titel Chemisches Zentralblatt als bedeutendes Referateorgan große Bekanntheit erwarb. Zwischen 1839 und 1840 schrieb Weinlig zwei Bücher, die sich mit wissenschaftlichen Fragestellungen der Chemie befassten. Kurz darauf, im Mai 1840, promovierte er zum Doktor der Philosophie (Thema: Industria Romanorum digestorum et codicum locis nonnullis explanata) und im Oktober desselben Jahres habilitierte er zum Privatdozenten. Der Titel seiner Habilitationsschrift lautete Examen theoriae electro-chemico-atomistico. Daraufhin erhielt er die Lehrberechtigung für Mineralogie, Geognosie und Technologie. In seinen Vorlesungen vollzog sich eine Entwicklung von anfänglich naturwissenschaftlichen Schwerpunkten hin zu technischen und staatstheoretischen Aspekten. Konkrete Themen seiner Dozententätigkeit an der Leipziger Handelsschule aus den Jahren 1842 und 1843 belegen die enorme Vielseitigkeit seiner Kenntnisse und waren im Einzelnen Allgemeine Technologie, Theorie des Ackerbaus, Elemente des Maschinenwesens, Eisenbahnen und Dampfschiffahrt. In der Folge erschien seine Schrift über die Mechanische Naturlehre.
Die Polytechnische Gesellschaft von Leipzig, deren Direktor Weinlig war, veranstaltete auf der Leipziger Michaelismesse eine im zweijährigen Abstand gehaltene Industrieausstellung. In diesem Zusammenhang bestand 1840 erstmals ein Kontakt zum Ministerium des Innern, das die Förderung dieser Industriemesse übernahm.
Als Julius Ambrosius Hülße, inzwischen Professor an der Gewerbschule Chemnitz, im Auftrag der Königlichen Sächsischen Regierung zur 10. Pariser Industrie-Ausstellung 1844 reiste, hatte er zuvor um Begleitung durch Weinlig gebeten, was schließlich bestätigt wurde. Das Ziel dieses Besuchs bestand in einer Berichterstattung über wesentliche technische Erfindungen und Neuerungen sowie die Beschaffung von Modellen, Proben und Preisvorstellungen bei den erreichbaren Herstellern. Nach der strapaziösen Rückreise erstattete Weinlig dem Geheimen Regierungsrat Karl Gustav Adalbert von Weissenbach über die gesammelten Eindrücke seinen Bericht.

### Lehrstuhl in Erlangen

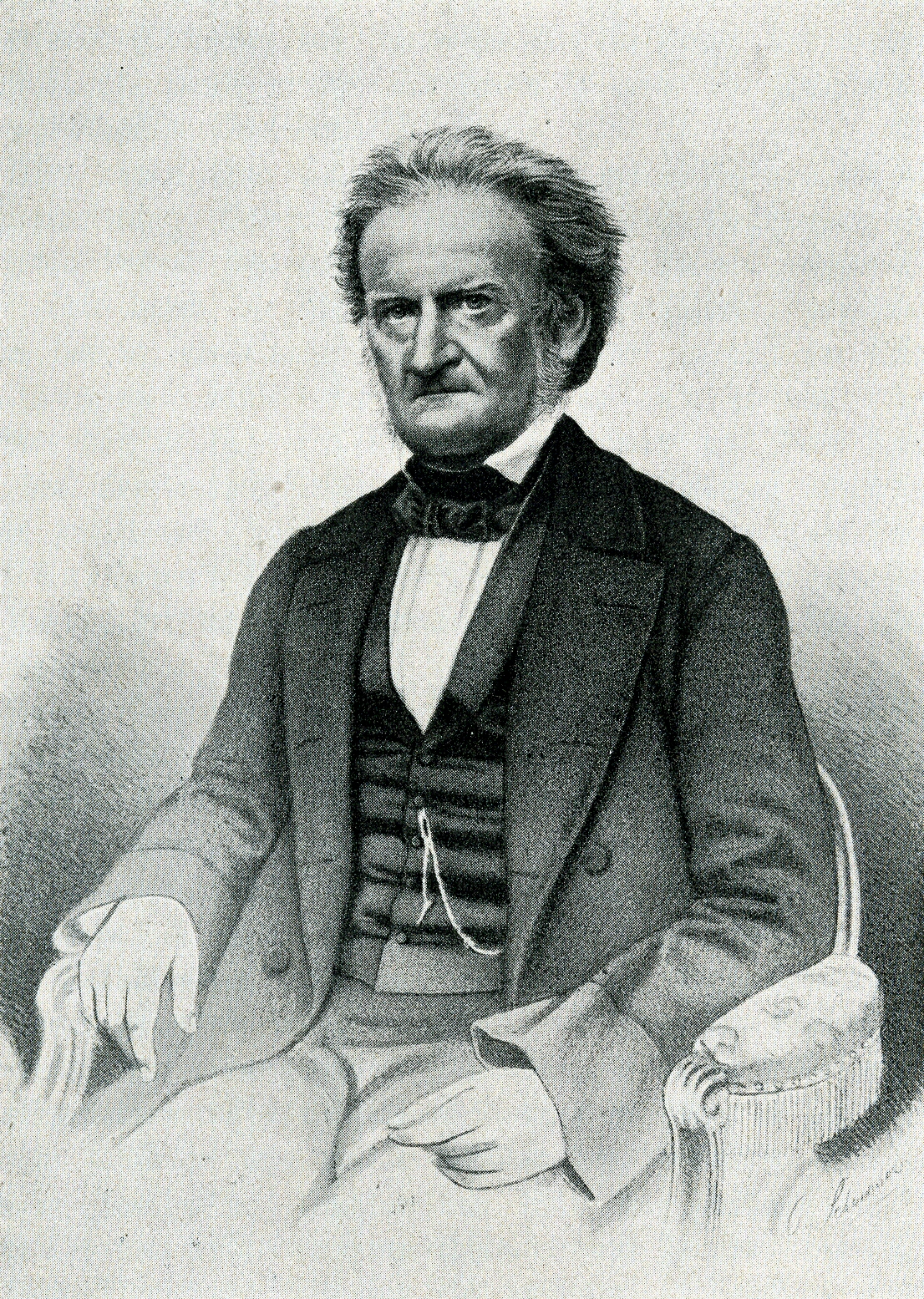
Döderlein, ein Freund und Kollege in Erlangen

Im Jahr 1845 erfolgte seine Berufung zum ordentlichen Professor an die Universität Erlangen. Dort übernahm er den Lehrstuhl für Nationalökonomie. Das geschah auf Empfehlung von Georg Hanssen an der Universität Leipzig, der die eigene Berufung für diese Stelle ausschlug.
In Erlangen konnte ihm die Universität nur ein kleines Gehalt, demzufolge eine einfache Lebensführung, und die Stadt nicht das von Leipzig gewohnte weltläufige Gesellschaftsumfeld bieten. Das Professorenkollegium integrierte Weinlig wohlwollend. In diesem Kreis freundete sich Weinlig mit dem Theologen Johann Christian Konrad von Hofmann, dem Philologen Johann Ludwig Christoph Wilhelm von Döderlein sowie mit Ernst Adolf Theodor Laspeyres, Heinrich Schmid und Eduard Joseph Schmidtlein sowie mit dem Gymnasiallehrer Schäfer an.
Der Kontakt zu dem Theologen Hofmann formte in Erlangen seine politischen Überzeugungen und die Abneigung gegenüber politischen Parteien. In der Zeit des Vormärz verfestigte sich bei ihm die Haltung, dass sich die völkerrechtliche Stellung Deutschlands als Bundesstaat mit einer Vielheit von Einzelstaaten mit auseinander gehenden politischen Sonderbestrebungen darstelle und von ihm nicht viel zu erhoffen sei. Seiner Meinung nach müssen die grösseren Fragen der Politik und der Gesetzgebung einer Lösung durch die einzelnen Staaten entzogen werden. Skeptisch zeigte er sich auch in Bezug auf die Funktionsfähigkeit der einzelnen Bundesstaaten, worüber er meinte, dass sie den notwendigen Aufwand an Talenten, an Staatsmännern nicht einmal hervorbringen und geschweige denn fortdauernd liefern könnten.

### Sächsischer Staatsdienst
Der Tod des sächsischen Regierungsrates von Weißenbach erforderte eine Neubesetzung der Stelle der Abteilungsdirection. Der damalige Innenminister Johann Paul Freiherr von Falkenstein favorisierte zuerst Julius Ambrosius Hülße. Dessen Wirken an der damals für Sachsen bereits wichtigen Gewerbschule Chemnitz erschien so unentbehrlich, dass man bei Georg Hanssen in Leipzig nachfragte, ob er Weinlig empfehlen könne. Die positive Bewertung der Anfrage führte über ein Vorgespräch zur Berufung in den sächsischen Staatsdienst. Die Universität Erlangen hatte den Weggang von Weinlig durch ein Ersuchen bei der bayerischen Regierung um Gehaltserhöhung von 200 Talern jährlich abzuwenden versucht, dies aber traf in München auf kein zustimmendes Interesse.
Am 1. November 1846 trat der 34-jährige Weinlig die Stellung des Directors der Abtheilung für Handel, Gewerbe, Fabrikwesen und Ackerbau am Innenministerium in Dresden an. Als Fachmann zu Fragen der Zoll- und Handelspolitik sowie Wirtschaftsstatistik wurde er als junger Staatsbeamter bei seinen Vorgesetzten und den ministeriellen Mitarbeitern zu einem geschätzten Mitstreiter. Die Gewohnheiten innerministerieller Abläufe befremdeten Weinlig anfangs stark. Dadurch hielt er zu Beginn seiner Beamtenlaufbahn hauptsächlich außerhalb seines täglichen Umfeldes freundschaftliche Kontakte, beispielsweise zu August Ludwig Friedrich Wilhelm Seebeck, dem Direktor der Technischen Bildungsanstalt in Dresden. Weinlig legte in den frühen Jahren seiner Beamtenlaufbahn wichtige Grundlagen für später von ihm selbst weiterentwickelte Strukturen. In diesem Zusammenhang war ihm die Erarbeitung von Gesetzesentwürfen und Verordnungen übertragen. Insbesondere handelte es sich um Vorschriften zur Prüfung der Dampfkessel und ihrer sicherheitspolizeilichen Beaufsichtigung (1849 erlassen), die zu schaffende Gewerbeordnung, die Neuordnung des Gewerbeschulwesens, Errichtung von Handelskammern und einen Organisationsplan von zu schaffenden Ackerbauschulen. Die damalige Bedeutung der geplanten Ackerbauschulen bemisst sich daran, dass Weinlig im Auftrag des Innenministers nach Württemberg, Baden und Nassau reiste, um die dort vorhandenen Einrichtungen zu besuchen. Als direkte Folge veranlasste er die Einrichtung einer landwirtschaftlichen Abteilung an der Gewerbschule Chemnitz.

### Revolutionsjahre und Ministeraufgaben

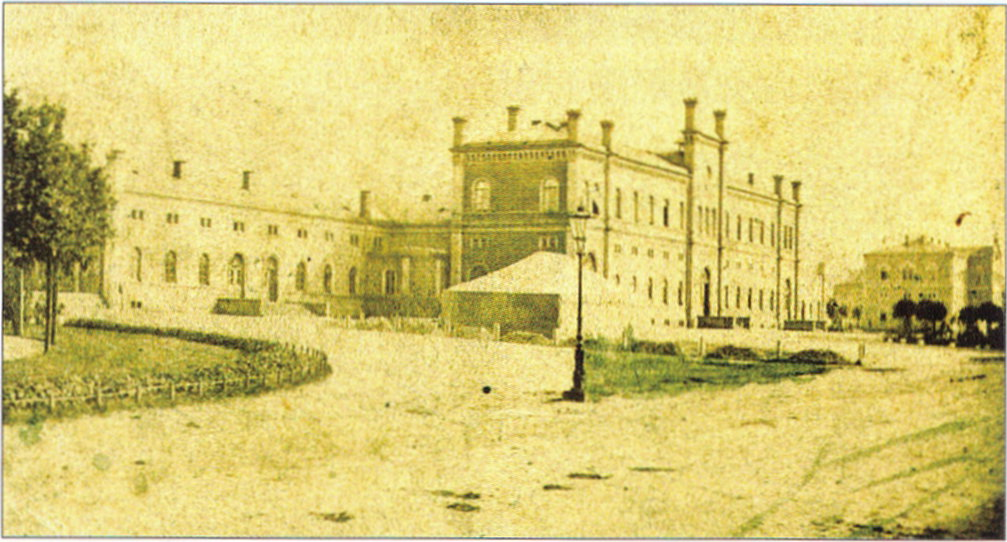
Altes Bahnhofsgebäude in Chemnitz (1854)

In den Jahren der Revolution 1848–1849 war Weinlig mit den Auswirkungen und der Eindämmung der wachsenden Arbeitslosigkeit durch seine Tätigkeit zentral konfrontiert. Auf Grund seiner Empfehlungen bemühte sich Sachsen, durch Eisenbahn-, Chaussee- und sonstige Wegearbeiten die Not zu mindern. Dagegen stand man der grassierenden Zahlungsunfähigkeit in den Unternehmen und der zum Erliegen gekommenen Kreditgewährung relativ hilflos gegenüber, zumal eine weitere Güterproduktion nicht sinnvoll erschien, da es an Abnehmern fehlte. In diesem Zeitabschnitt wurde der Bau der Eisenbahnstrecke Chemnitz–Riesa durch staatliche Zahlungsvorschüsse gesichert und fortgesetzt. Mit besonderem Aufwand setzte sich Weinlig für die Erhaltung des Chemnitzer Industriestandortes ein. Hier handelte es sich um die Notlage bei den Druckern, Webern und Maschinenbauern. Sein Freund und Gewerbschuldirektor Hülße verfügte über ausreichende Detailkenntnisse und trug durch seine Beratung wesentlich zur Analyse bei. Am 2. Mai 1848 entschied das Innenministerium, den erfahrenen Regierungsrat Weinlig als außerordentlichen Regierungskommissar nach Chemnitz zu entsenden. Dort gelang es ihm durch seine bemerkenswerten kommunikativen Fähigkeiten, die revolutionär gestimmten Arbeiter von einer Zerstörung der Fabriken abzubringen und erweiterte die bereits angekurbelten Eisenbahnbauvorhaben um den Ausbau des Bahnhofs. Im Zusammenwirken mit den Chemnitzer Stadtrat und dem Amtshauptmann unterblieben polizeiliche Gewaltmaßnahmen, und die Ergebnisse der Verhandlungen machte man unverzüglich durch Aushänge bekannt. Die Ergebnisse brachten ihm in der Bevölkerung hohe Anerkennung ein. Weinlig machte deutlich, dass der an der Spitze des Ministeriums stehende Martin Gotthard Oberländer seiner Meinung nach nicht das erforderliche Talent zur Bewältigung der Probleme besaß.
Trotz der besonderen Situation in den Revolutionszeiten arbeitete Weinlig an einer Reform des sächsischen Bildungswesens. Dabei standen die Schaffung einer einheitlichen „Grundschule“ und die Gleichsetzung von Real- und Humangymnasium im Zentrum seiner Bemühungen. Weinlig schlug vor, die wöchentliche Pflichtstundenzahl der Lehrer allgemein auf 24 festzusetzen. In seinem Bericht vom 30. Oktober 1848 an den Innenminister legte er die Ergebnisse aus den Vorberatungen mit verschiedenen Schuldirektoren nieder. Darin wird u. a. empfohlen, als obersten Grundsatz anzulegen, daß die Spaltung der Unterrichtsanstalten nach verschiedenen Richtungen nicht zeitiger beginne, als unbedingt nötig, um nicht zu zeitig den Zwang zu einem festen Entschlusse über den zu wählenden Beruf eintreten zu lassen … daß ein Übergang (gemeint ist die Schulform) aus der einen in die andere nicht zu schwierig ist. Weiterhin spricht er von der Unsitte, den Knaben schon mit dem 14. Jahre alle Schulbildung schließen zu lassen. Diese auch noch heute progressiv anmutenden Positionen werden durch Strukturvorstellungen ergänzt, die in ihrer Wirkung als wiederum neutralisierend bewertet werden können. Trotzdem sollte die Volksschule auch weiterhin die Rolle erfüllen, als einzige Schule für alle die, welche ihrer Lebensverhältnisse wegen irgend einen Aufwand auf Bildung nicht machen können und für alle, welche mit dem 14. oder 15. Jahre bereits in den praktischen Lebensberuf eintreten müssen … Seine Gedanken zu einer Schulreform sind in jener Zeit nicht umgesetzt worden.
Mit der politischen Zuspitzung Ende 1848 in Sachsen kam auch das ad hoc geschaffene Kabinett in zunehmende Schwierigkeiten. In deren Folge trat am 24. Februar 1849 der Kabinettsvorsitzende Alexander Karl Hermann Braun zurück. In dieser Situation erging von König Friedrich August II. an Weinlig das Ersuchen, die Führung des Ministeriums zu übernehmen, um in dieser von schweren politischen Divergenzen geprägten Krisenphase eine handlungsfähige Innenpolitik zu ermöglichen. Weinlig übernahm diese Aufgabe ungern, weil er kein Freund von politischen Kämpfen und Repräsentationsaufgaben war. Innerhalb der direkten Zusammenarbeit mit dem König stellte sich heraus, dass trotz des ungebrochenen Vertrauens beider Seiten zueinander, die Beurteilung der politischen Lage in Deutschland sehr unterschiedlich ausfiel. So gab es eine grundlegende Meinungsdivergenz zu den Verfassungsrechten. Weinlig gehörte jenem Lager an, das sich für die Umsetzung der „Grundrechte des deutschen Volkes“ unter Anerkennung der Reichsverfassung in Sachsen einsetzte. In dieser Frage ging eine Spaltung quer durch die sächsische Regierung und ihrer Ministerien. Der König bezog zu Gunsten der von einem Teil des sächsischen Adels vertretenen wenig progressiven und liberalen Ansichten Stellung. Noch am 28. April versuchte Weinlig mit einem Brief den König von der notwendigen Annahme der Paulskirchenverfassung zu überzeugen. Es kam daraufhin zu einer persönlichen Aussprache ohne einen Konsens. Am 30. April 1849 verfasste er daraufhin sein Rücktrittsgesuch an den sächsischen König. Diese Umstände erleichterten Weinlig die Aufgabe seines Ministerpostens noch im selben Jahr seiner Ernennung. Diesem Antrag wurde noch am selben Tag entsprochen. Neben Weinlig beschritten aus den gleichen Gründen auch der Kabinettsvorsitzende Gustav Friedrich Held und der Finanzminister Karl Wolf von Ehrenstein den gleichen Weg.
In den zwei Monaten seiner Ministerstellung befasste sich Weinlig mit der Bearbeitung von Gesetzesentwürfen. Seinen bisherigen Interessenschwerpunkten folgend, nahm er sich der aktuellen Zollpolitik an und überreichte dem Finanzministerium am 24. April 1849 eine Denkschrift (Stellungnahme) für eine neue Zollpolitik. Darin schätzt er ein, dass die für den Erhalt der sächsischen Eisenproduktion notwendigen Schutzzölle auf Grund ihrer theoretisch erforderlichen Höhe im wirtschaftlichen Leben nicht umsetzbar wären. Der Niedergang dieses Industriezweiges schien sich damit abzuzeichnen.
Als Nachspiel zu seiner Ministertätigkeit musste sich Weinlig öffentlicher Vorwürfe zu Selbstsucht und Landesverrat durch gelenkte Presseberichterstattung gefallen lassen, die in ihrem Kern auf den Auffassungen seines Amtsnachfolgers Richard von Friesen beruhten.

### Förderung des Gewerbes und Schulwesens
Im Königreich Sachsen hatte man eine Kommission zur Erörterung der Arbeits- und Gewerbsverhältnisse eingerichtet, deren Arbeit durch die Revolutionswirren eine Unterbrechung erlitt. Dieses Gremium widmete sich den vielseitigen Veränderungen, die infolge der industriellen Revolution eintraten. In seine frühere Amtsstellung des Innenministeriums zurückgekehrt, nahm Weinlig im April 1849 die liegen gebliebenen Vorarbeiten zur Schaffung von Gewerbegerichten, Gewerberäten, Handelskammern und einer Gewerbeordnung wieder auf. Sie waren von dieser Kommission bereits aufgegriffen worden. Die Zeitverhältnisse machten es dringend erforderlich, die abgrenzenden und hinderlichen Zunftregeln abzuschaffen und sie durch ein modernes Regularium für die bereits im vollen Gang befindliche Industrialisierung zu ersetzen. Am 1. Juni 1849 löste sich der Sächsische Landtag wegen der unüberbrückbaren Differenzen zur „Deutschen Frage“ (Paulskirchenverfassung) auf, und zwei Tage später erfolgte die Einberufung der alten Stände zu einer ersten Sitzung am 1. Juli. Dadurch scheiterte ein zweiter Anlauf für eine notwendige Gewerbeordnung. In diese restaurative Vertreterversammlung reichte die Regierung den fertigen Gesetzesentwurf nicht ein. Erst mit dem Gewerbegesetz vom 15. Oktober 1861 erhielten Weinligs Vorstellungen gesetzgeberische Kraft. Damit verband sich die Liquidierung der Gewerbebeschränkungen durch die ständischen Vorbehaltsregelungen.
Weinlig trat bei den Landtagswahlen im Herbst 1849 als Kandidat im 14., 15. und 16. Wahlbezirk (Großenhain, Meißen und Lommatzsch) an und wurde in die sächsische I. Kammer gewählt. Sein Mandat übte er bis Ostern 1850 aus. Es gab ihm im Landtag Gelegenheit, zu unbegründeten Vorwürfen bezüglich seiner Rolle in den Revolutionszeit Stellung zu nehmen.
Für die Umsetzung einer umfassenden sächsischen Schulreform sah nun Weinlig keine politische Grundlage mehr gegeben. Somit bemühte er sich umso erfolgreicher für Teilschritte in seinem Zuständigkeitsbereich und nahm sich den ebenso überfälligen Veränderungen des höheren technischen Schulwesens an. Auf sein Bestreben hin wandelte sich die Technische Bildungsanstalt in die Polytechnische Schule (heute Technische Universität Dresden) um und holte den als erfolgreich bekannten Chemnitzer Gewerbschuldirektor Julius Ambrosius Hülße in die Funktion des Direktors nach Dresden. Im Jahr 1855 gliederte Weinlig die Werkmeisterschule Chemnitz als untere Bildungsstufe in die Gewerbschule Chemnitz ein und erhob sie 1862 in den Stand einer „Höheren Gewerbschule“. Sie trat durch ihre gewachsene Bedeutung und Profilausprägung immer mehr in eine konkurrierende Rolle zur Bergakademie Freiberg.
Für Weinlig galten die Fragen von Schulorganisation und deren Budgetbildung als zentrale Steuerungsinstrumente seiner ministeriellen Leitungsaufgaben. Mit seinem Wirken ist auch die Errichtung von speziellen Fachschulen verbunden, die der Textilverarbeitung (Stricken, Weißnähen, Klöppeln und industrielle Spitzenherstellung) in Auerbach und Annaberg dienten. Damit förderte er explizit die Berufsausbildung junger Frauen.
Zu den wichtigen finanzpolitischen Instrumenten seiner Tätigkeit zählten Regierungsvorschüsse, die er für junge Industrielle oder Betriebe in Notlagen erwirkte. Schon 1848 machte er damit eine wichtige Erfahrung, indem die Firma Richard Hartmann in Chemnitz eine solche Unterstützung erhielt, ihre Betriebsfähigkeit zum Wohle der Region bewahrte und in der Folge einen fundamentalen Beitrag zur Entwicklung des deutschen Eisenbahnwesens leisten konnte.

### Industrieausstellungen

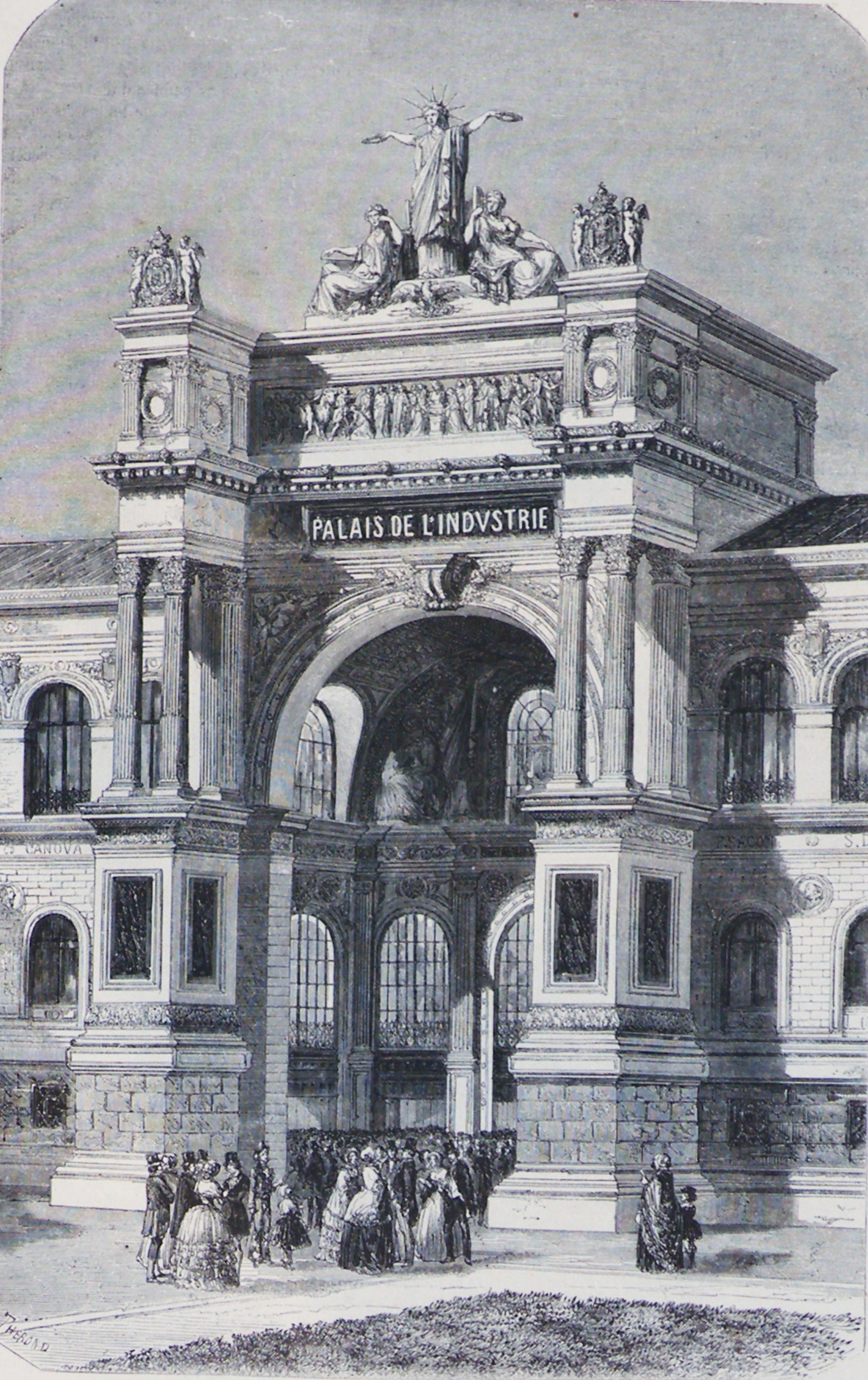
Industriepalast auf der Weltausstellung 1855 in Paris

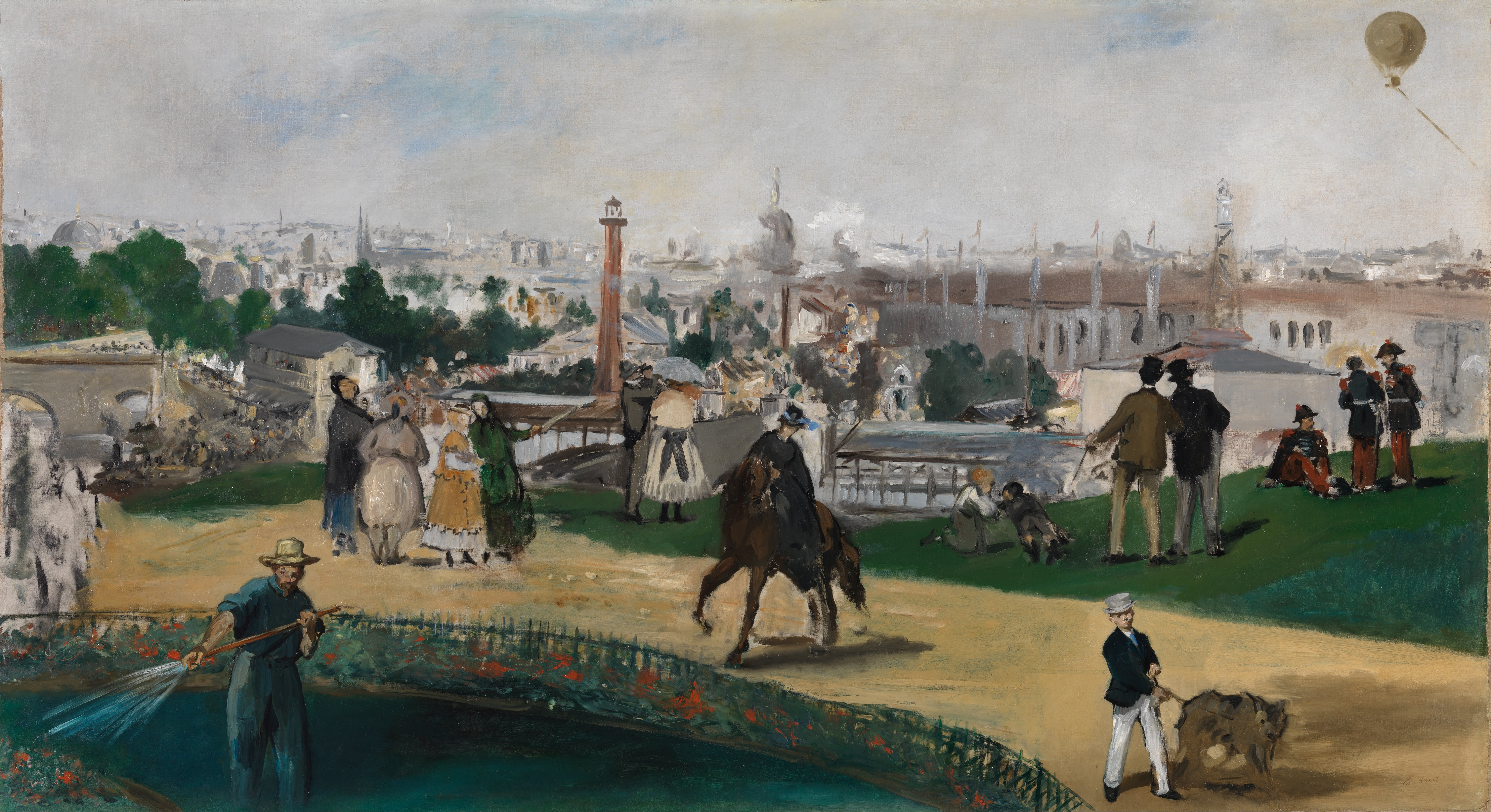
Weltausstellung 1867 in Paris (Ölgemälde von Édouard Manet)

Weinlig kam 1844 von der Pariser Industrieausstellung tief beeindruckt nach Sachsen zurück. Die gewonnenen Eindrücke erzeugten bei ihm den Wunsch, ein ähnliches Vorhaben zur Demonstration der sächsischen Leistungsfähigkeit in Fragen der technischen Innovation und Industrieproduktion zu verwirklichen. Im Jahr 1850 eröffnete die von ihm maßgeblich vorbereitete Industrieausstellung Leipzig ihre Tore. Dafür hatte er sein Landtagsmandat vorzeitig aufgegeben, weil der organisatorische Aufwand alle Kraft erforderte. Der erzielte Erfolg ermutigte ihn und viele Unternehmen im Jahr 1851 zur ersten sächsischen Präsentation im Ausland, indem man auf der Londoner Weltausstellung auftrat. Sachsen demonstrierte im bereits industriell weiterentwickelten England den Willen zur Konkurrenz zwischen den Regionen. Weinlig hielt sich zusammen mit Hülße mehrere Wochen in London auf, um die Ausstellung und Unternehmen der Region sehr genau in Augenschein zu nehmen. Dabei wurde beiden bewusst, dass die vergleichbaren Verhältnisse in Deutschland ungleich bescheidener ausfielen. In Sachsen erhielten seine zu Gunsten der sächsischen Ausstellungsbeteiligung erbrachten Bemühungen eine große öffentliche Würdigung.
Auf der Münchner Gewerbeausstellung von 1854 begleitete er die sächsischen Unternehmen durch seine Anwesenheit trotz einer um sich greifenden Choleraepidemie. Weinlig nutzte seinen Aufenthalt zu Kontakten bis in die Kunstwelt Münchens. Schließlich besuchte auch König Friedrich August II. diese Ausstellung und verstarb nach dieser Visite wenige Tage später in Tirol.
Die Exposition Universelle von 1855 in Paris besuchte Weinlig wieder im Auftrag seiner Regierung und gewann dabei einen Eindruck vom übermäßigen Angebot an Luxusgütern. Zusammen mit Karl Karmarsch und Ferdinand von Steinbeis erfolgte 1862 ein Besuch der Londoner Industrieausstellung.
Inzwischen hatte sich sein Ruf als wirkungsvoller Wirtschaftsförderer in Europa gefestigt. Dadurch war er in der Ausstellungs-Zentralkommission an den Vorbereitungen zur Pariser Weltausstellung 1867 beteiligt, wobei ihm die Verantwortung für das gesamte Raumkonzept oblag, das sich als besonders strittiger Punkt zwischen den beteiligten Nationen erwies. Sachsens Industrie und seinen Manufakturen gelang es, sich durch ihre modernen und kunstvollen Präsentationen als dominanten Punkt in der Gruppe des Norddeutschen Bundes internationale Aufmerksamkeit zu erwecken. Als Ausdruck besonderer Wertschätzung kann gesehen werden, dass Weinlig zusammen mit seinem adäquaten preußischen Arbeitspartner Rudolph von Delbrück zu einem Diner des französischen Kaisers eingeladen war, das sich überwiegend an standesgemäß weit höher gestellte Persönlichkeiten richtete. Das kann als Hinweis darauf verstanden werden, wie hoch seine ungewöhnliche Rolle auf dem Feld der damaligen Handels- und Industriepolitik in Europa bewertet wurde.

### Gesetzgebungsprozesse
Es verdient Erwähnung, dass Weinlig über Sachsen hinaus verschiedene Rechtsverordnungen für den Bundesrat des Deutschen Zollvereins bzw. den Norddeutschen Bund entwickelte. Beispielsweise ist der Entwurf für das Deutsche Patentgesetz (erste Fassung 1851 erarbeitet) und des Postgesetzes vom 1. Januar 1868 von ihm erarbeitet worden, und das Allgemeine Deutsche Handelsgesetzbuch entstand unter seiner Beteiligung. Weinlig vertrat das Königreich Sachsen im Bundesrat des Norddeutschen Bundes. Diese Funktion versah er bis Dezember 1869 und wurde dann auf eigenen Wunsch davon entbunden.

### Maß- und Gewichtskommission

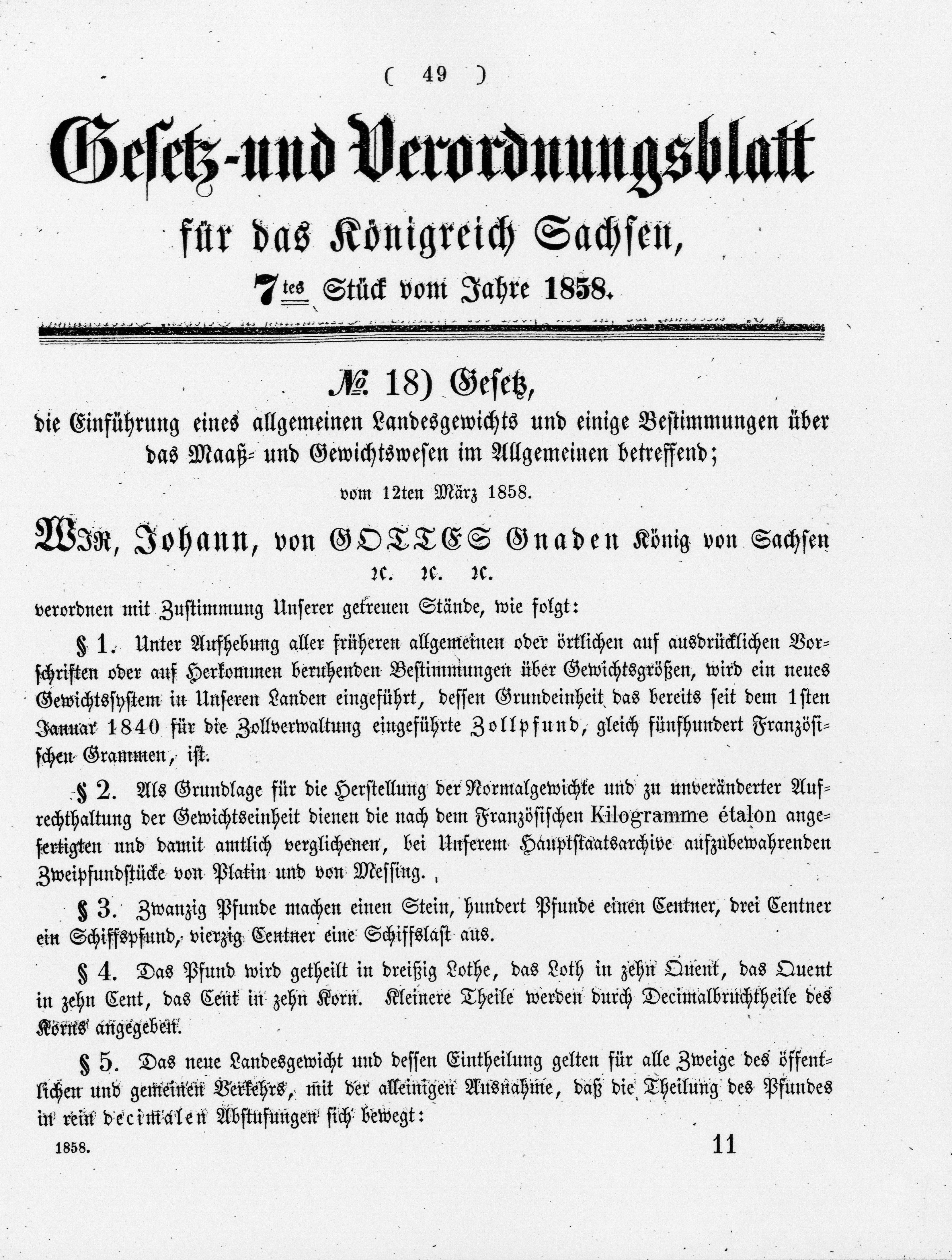
Gesetzblatt zur Einführung metrischer Teilungen in das traditionelle Maßsystem von Sachsen (1858)

In Sachsen erfolgten zur Umstellung der allgemein gültigen Maß- und Gewichtseinheiten auf das metrische System sehr frühe Bemühungen. Dafür schuf das Innenministerium die Königliche Normalaichungscommission in Dresden, deren inhaltliche Arbeit durch Julius Ambrosius Hülße geleitet wurde und bei Weinlig ministeriell eingebunden war. In der adäquaten Kommission für den Deutschen Zollverein übernahm Weinlig die Repräsentanz für das Königreich Sachsen, der im Verhinderungsfall Hülße zu diesem Zweck abordnen ließ. Die dort beratenen Vorschläge flossen in die Gesetzgebung des Norddeutschen Bundes ein. Sie beruhen weitgehend auf den von Hülße erarbeiteten und durch Weinlig vorgeschlagenen Regelungen. Die Norddeutsche Maß- und Gewichtsordnung vom 17. August 1868 trat am 1. Januar 1872 in Kraft.

## Leiter des Statistischen Büros
Weinlig bekleidete in nebenamtlicher Funktion von 1850 bis 1873 die Leitung des Statistischen Büros im Ministerium des Innern bei der Königlichen Regierung Sachsens. Die konkrete Leitung oblag im Zeitraum von 1850 bis 1858 dem Beamten Ernst Engel, danach Weinlig direkt. Mit seinem Amtsantritt im Innenministerium entwickelte sich die offizielle Erfassung statistischer Daten, die vorher vom 1831 gegründeten Statistischen Verein unter der Leitung des Heinrich Anton von Zeschau betrieben wurde. Vom Dezember 1846 bis Frühjahr 1847 hatte Weinlig die Entwürfe für das zu schaffende Statistische Bureau erarbeitet.

## Vermächtnis

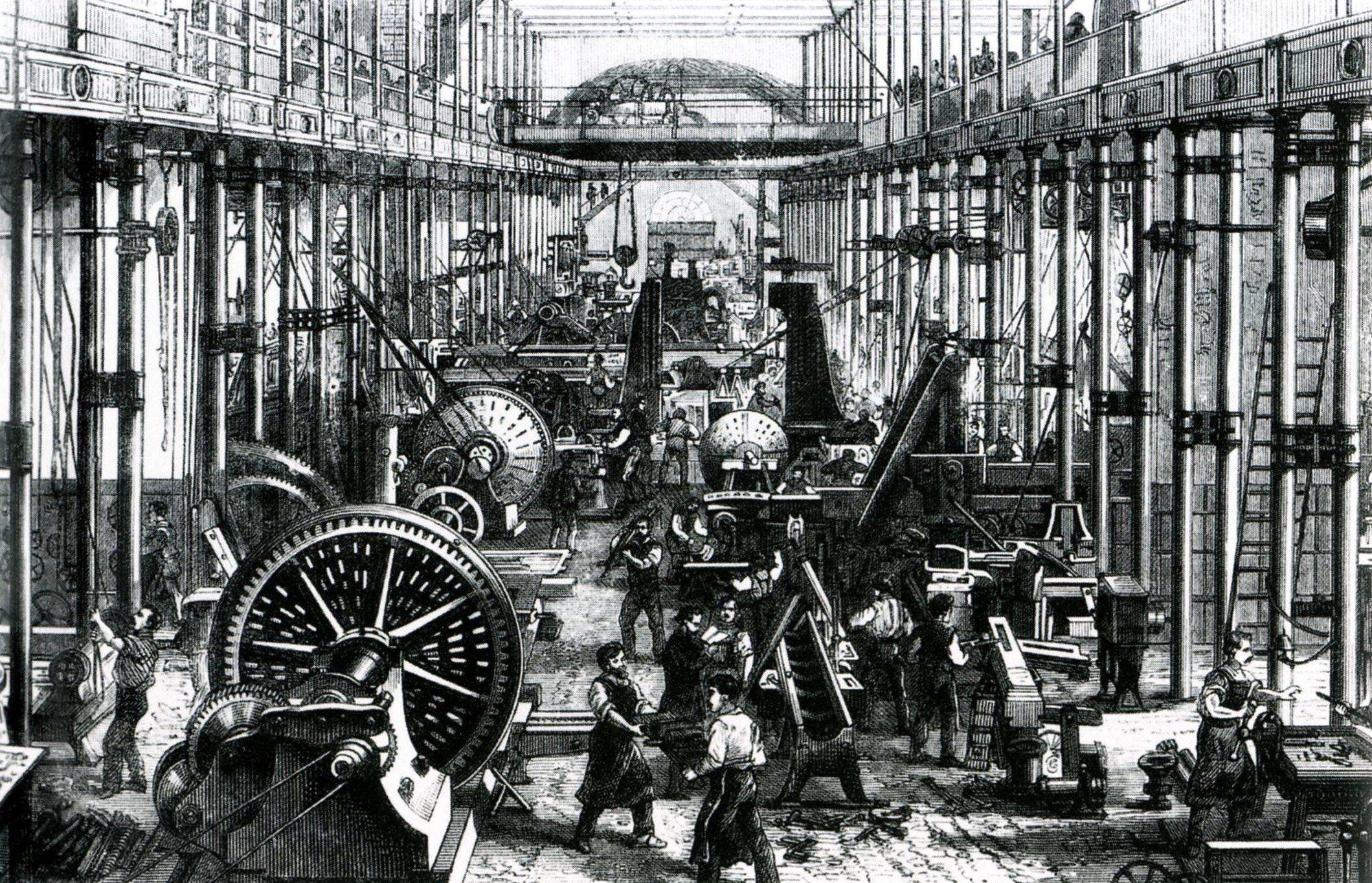
Blick in eine Maschinenhalle der Hartmannschen Fabrik in Chemnitz (1868)

Die Wirkungen seines Schaffens sind sehr komplex und vielschichtig. Die industriell-gewerbliche Entwicklung im Königreich Sachsen ist von seinen weitsichtigen Planungen und Entscheidungen erheblich beeinflusst worden. Die starke Entwicklung Sachsens auf den unterschiedlichsten Sektoren von 1846 bis zu seinem Tod im Jahr 1873 fällt mit seiner Tätigkeit im Sächsischen Innenministerium zusammen.
In besonderer Weise konnten die Spinnereiindustrie, der Maschinenbau und die zahlreichen technischen Lehranstalten Nutzen ziehen. Der Maschinenbau verfünffachte zwischen 1846 und 1861 seine Kapazitäten und bot mit einer Beschäftigtenzahl von 7.843 Arbeitern (1861) eine überwiegend stabile Beschäftigungslage. Das wirkte sich auch innerhalb der beispielhaften Entwicklung im Verkehrswesen besonders auf die sächsische Eisenbahn aus, deren Streckenlänge sich zwischen 1850 und 1870 von 441 auf 1.074 Kilometer erweiterte.
Weinligs Denken und Positionen gestalteten die sächsischen Wirtschaftsverhältnisse zwischen 1850 und 1870. Nur wenigen Persönlichkeiten waren in vergleichbaren Stellungen Wirkungsmöglichkeiten in diesem Umfang und von solcher Tragweite gegeben.
Die nach seinem Tode durch vermögende Unternehmer errichtete Weinlig-Stiftung mag eine bescheidene Würdigung seines heute noch kaum fassbar erscheinenden Wirkens gewesen sein.

## Würdigungen und Leistungen
- Naturforschende Gesellschaft zu Leipzig (Vorstandsmitglied)
- Polytechnische Gesellschaft (Direktor)
- Gesellschaft zur Förderung der Industrie in Mülhausen (Mitglied)
- Gesellschaft zur Förderung der Industrie in Berlin (Mitglied)
- Gesellschaft zur Förderung der Industrie in Paris (Mitglied)

## Werke
- Die Pflanzenchemie, ein Handbuch für Aerzte und Apotheker. Unter theilweiser Zugrundelegung von Thomson’s organic chemistry und mit Benutzung der besten Quellen. Vogel, Leipzig 1839 (Digitalisat der Universitäts- und Landesbibliothek Düsseldorf).
- Lehrbuch der theoretischen Chemie. Zum Gebrauche bei Vorlesungen und zur Repetition für Studirende. Voss, Leipzig 1841.
- Grundriß der mechanischen Naturlehre. Voss, Leipzig 1843.
- Ueber die Nothwendigkeit und Nützlichkeit technologischen und mechanischen Unterrichts an Handelsschulen. Breitkopf und Härtel, Leipzig 1843 (Aufsatz).
- Über Erfindungspatente mit besonderer Rücksicht auf die bestehenden Patentgesetzgebungen und ein zu erwartendes allgemeines deutsches Patentgesetz. In: Archiv der politischen Ökonomie und Polizeiwissenschaft. Neue Folge, Band 1 (1843), S. 247–268 (Digitalisat beim Internet Archive).